# Yeo Bum-kyu
Yeo Bum-kyu ((여범규?, 余範奎?); 24 giugno 1962) è un allenatore di calcio ed ex calciatore sudcoreano, di ruolo centrocampista.